# Amtsgericht Wilster
Das Amtsgericht Wilster war ein deutsches Amtsgericht mit Sitz in Wilster.

## Geschichte
Mit der Annexion Schleswig-Holsteins wurden 1867 in der nunmehr preußischen Provinz fünf Kreisgerichte und das übergeordnete Appellationsgericht Kiel eingerichtet. Als Eingangsgerichte wurden Amtsgerichte geschaffen, darunter das Amtsgericht Wilster als eines von 17 Amtsgerichten des Kreisgerichts Itzehoe. Den Gerichtssprengel bildete die Stadt Wilster, die zum Amt Steinburg gehörige Wilstermarsch mit Sachsenbande und Aebtissinwisch, das Kanzleigut Besdorf und das adlige Gut Campen. Mit dem Inkrafttreten des deutschen Gerichtsverfassungsgesetzes am 1. Oktober 1879 wurden reichsweit einheitlich Amts-, Land- und Oberlandesgerichte geschaffen. Das Amtsgericht Wilster blieb bestehen und war nun dem Landgericht Altona nachgeordnet. Sein Gerichtsbezirk umfasste daraufhin aus dem Kreis Steinburg den Stadtbezirk Wilster und die Gemeindebezirke Aebtissinwisch, Beidenfleth, Besdorf, Brokdorf, Büttel, Dammfleth, Ecklak, Kudensee, Landrecht, Landscheide, Neuendorf (Wilster), Nortorf (Wilstermarsch), Sachsenbande, St. Margarethen, Stördorf und Wewelsfleth. Am Gericht bestand 1880 eine Richterstelle. Das Amtsgericht war damit ein kleines Amtsgericht im Landgerichtsbezirk.
Als Altona durch das Groß-Hamburg-Gesetz von 1937 nach Hamburg eingemeindet wurde, wurde das Landgericht Altona nach Itzehoe verlegt. Im Jahre 1974 wurde das Amtsgericht Wilster aufgehoben, und das Amtsgericht Itzehoe übernahm seine Aufgaben.

## Amtsgerichtsgebäude
Das Amtsgericht war zunächst in einem Gebäude, an der Einmündung des Klosterhof in den Rathausplatz, untergebracht. Dieses wurde 1996 abgerissen. Von 1950 bis 1974 nutzte das Amtsgericht Wilster das ehemalige DIANA-Bad an der unteren Rathausstraße.